# Eamon Ryan

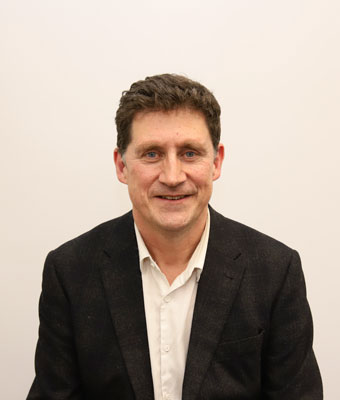
Eamon Ryan (2020)

Eamon Ryan (irisch Éamon Ó Riain, * 28. Juli 1963 in Dublin) ist ein irischer Politiker und ab 2011 Vorsitzender der Green Party. Er war von 2002 bis 2011 und ist wieder seit 2016 Teachta Dála. Zudem fungierte er von 2007 bis 2011 als Minister für Kommunikation, Energie und natürliche Ressourcen. Seit Juni 2020 ist er in einer Koalitionsregierung von Fianna Fáil, Fine Gael und Green Party Minister für Umwelt, Klima und Kommunikation.
Am 18. Juni 2024 kündigte Ryan seinen Rücktritt als Vorsitzender der Green Party an und erklärte, er werde auch nicht bei den nächsten landesweiten Wahlen antreten.

## Leben
Eamon Ryan wurde 1963 in Dublin geboren und wuchs in den Dubliner Vororten Dundrum und Milltown auf. Er besuchte das Gonzaga College in Ranelagh und studierte am University College Dublin. Bei den Wahlen 2002 wurde Ryan erstmals für die Green Party in den Dáil Éireann gewählt. Nach der den Wahlen 2007 folgenden Regierungsbeteiligung seiner Partei wurde er zum Minister für Kommunikation, Energie und natürliche Ressourcen ernannt. Dieses Amt bekleidete er bis zum 23. Januar 2011, als die Green Party die Regierung verließ und in die Opposition wechselte. Bei den im Februar desselben Jahres stattfindenden Wahlen zum 31. Dáil Éireann wurde er nicht wiedergewählt, die Green Party schied aus dem Parlament aus. Seit Ende Mai 2011 ist Ryan als Nachfolger des nicht mehr angetretenen John Gormley Vorsitzender der Green Party. Seit den Wahlen 2016 ist er wieder als einer von zwei Mandataren der Grünen im Parlament vertreten und wurde bei den Wahlen 2020 wiedergewählt. Die Green Party erzielte dabei ihr bisher bestes Ergebnis mit 12 Sitzen.
Vor seiner politischen Karriere war Ryan als Geschäftsmann tätig. Ihm gehörten die Geschäfte Irish Cycling Safaris und Belfield Bike shop.
Ryan ist mit der Schriftstellerin Victoria White (* 1962) verheiratet. Gemeinsam haben sie vier Kinder.